# Polychoerus carmelensis
Polychoerus carmelensis är en plattmaskart som beskrevs av Mark J. Costello 1938. Polychoerus carmelensis ingår i släktet Polychoerus och familjen Convolutidae. Inga underarter finns listade i Catalogue of Life.